# Postamt Nebra

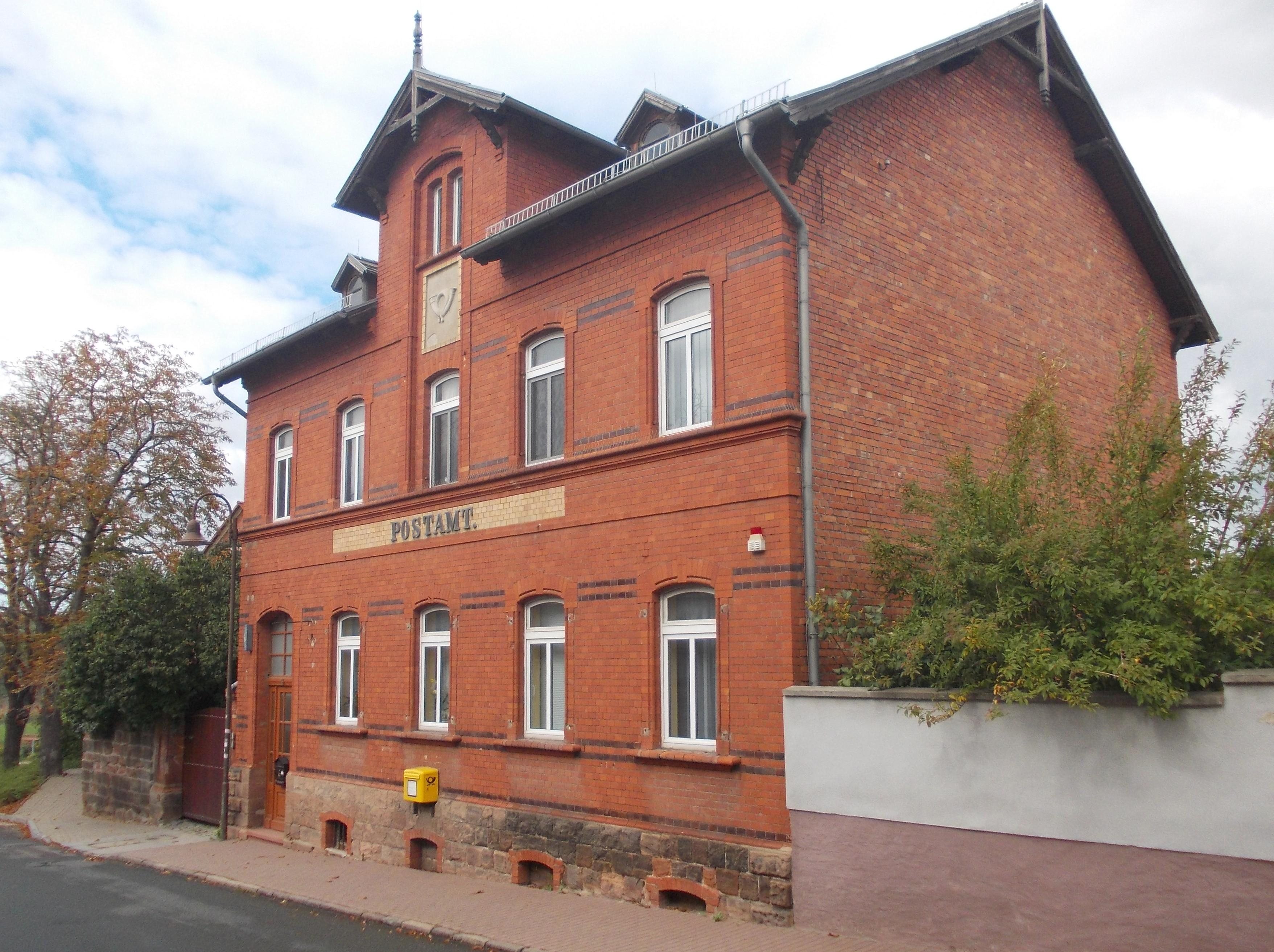
Postamt Nebra

Das Postamt Nebra ist eine ehemalige örtliche Dienststelle der Deutschen Post in der Stadt Nebra (Unstrut) im Burgenlandkreis in Sachsen-Anhalt.

## Geschichte
Eine preußische Postanstalt lässt sich schon um das Jahr 1830 in Nebra nachweisen. Diese wurde vom Bürgermeister betrieben. Später war daraus eine eigenständige Postverwaltung geworden, die von einem Postassistenten geleitet wurde, in den 1850er Jahren schließlich eine Postexpedition II. Klasse mit Postexpediteur. Bis in die 1860er Jahre wurde von hier aus nur die Karriolpost ins benachbarte Ziegelroda betrieben. Mit der Gründung des Deutschen Reiches wurde es zum Kaiserlichen Postamt, befand sich aber von 1870 bis 1894 noch im Seitentrakt des Preußischen Hofes in der Brauergasse. Dann war ein eigener Neubau fertiggestellt worden, in den es umziehen konnte. Als Architekt gilt der Baumeister Meinecke. Die Straße am Gebäude wurde Poststraße benannt. Seit 1867 gab es eine Personenpost, die ab 1875 bis nach Naumburg fuhr. Im selben Jahr wurde der Telegraphenbetrieb begonnen. Einen erneuten Wandel brachte die Eröffnung der Bahnstrecke Naumburg–Reinsdorf im Jahr 1889, denn seitdem wurde die Post auf dieser Strecke mit der Bahn statt mit der Kutsche befördert. Zweimal am Tag nahm sie ein Postwaggon mit, nachdem sie vom Postamt aus zum Bahnhof gebracht worden war. Ebenso kam die Post nach Nebra, wurde dann von den Postbeamten, die auch als Briefträger agierten, vom Postamt aus per Fahrrad verteilt. Dieses System blieb bis zum Jahr 1945 so bestehen.
Das Postamt gehörte im Deutschen Reich zur Oberpostdirektion Halle (Saale), die im Jahr 1934 aufgelöst wurde und in der Reichspostdirektion Leipzig aufging. Mit Kriegsende kam es zur Wiederherstellung der Oberpostdirektion Halle, die aber in der DDR im Jahr 1953 in eine Bezirkspostdirektion umgewandelt wurde. Innerhalb dieser gehörte das Postamt Nebra mit dem Postamt Freyburg (Unstrut) und dem Postamt in Bad Kösen sowie mehreren Zweigpostämtern zum Hauptpostamt Naumburg. Mit der Privatisierung der Deutschen Bundespost, zu der es mit der Wende kam, begann das Ende der Postämter, die nun von Postagenturen abgelöst wurden. Im frühen 21. Jahrhundert wurde die Postfiliale an einen Einkaufsladen geknüpft und das Postamt aufgegeben. Das ehemalige Postamt wurde aufgegeben und zum Wohnhaus umfunktioniert.

## Baubeschreibung
Erbaut wurde ein zweigeschossiges Postamt mit Zwerchhaus und Posthornrelief in der zentralen Fensterachse sowie einem Eingang in der linken Achse. Dachgauben, Sprengwerk und Auskragungen prägen die Dachgestalt. Ein Gesims sorgt zusätzlich zu den Fensterreihen für die horizontale Gliederung der Fassade, eine Vertiefung betont das Zwerchhaus vertikal. Fenster und Türen weisen Segmentbögen auf. Die Inschrift POSTAMT unterhalb vom Gesims blieb erhalten. Das Gebäude in der Poststraße 6 steht als Baudenkmal unter Denkmalschutz und ist im Denkmalverzeichnis mit der Nummer 094 82946 erfasst.